# 石川晶
石川 晶（いしかわ あきら、1934年11月10日 - 2002年2月10日）は、日本のジャズ・ドラマー、スタジオ・ミュージシャン。

## 生涯
神奈川県横須賀市出身。三浦学苑高等学校を卒業後、田中雅一と松本伸に音楽を学ぶ。松本伸とニュー・パシフィックにドラム担当で加わり、宮沢昭モダン・オールスターズ、保坂俊雄とエマニアーズとバンドを渡り歩く。後に宮間利之とニューハードのドラマーになり活動。
後年の独立後に、後のカウントバッファローズの母体となるバンド・ゲンチャーズ（現地人の集まりという意味）を結成。彼のライフワークとなるアフリカへ行き、ドラム以外の打楽器を多く学んだ後、帰国してリサイタルを開いた。後にフジテレビの音楽番組「ビートポップス（大橋巨泉司会）」のレギュラーとなる。番組終了後はスタジオ・ミュージシャンとしてテレビの劇伴を務めた。
ジャズ・ミュージシャンとして活動する一方、子供の音楽教育にも全力を尽くしておりNHK教育テレビの「ワンツー・どん」では、バックバンドにカウントバッファローズを率いて出演。上柴はじめやクニ河内とも競演。通称「石川のおじさん」としてファンキーなキャラクターで人気者になる。番組進行役のお兄さんお姉さん、そして子供たちの歌う歌の伴奏を務め、色々な打楽器やリズムをやさしく教えていた。
生涯アフリカを愛しており、恵比寿で「ピガピガ」（2001年3月末で閉店）というアフリカ料理店を経営しつつ、アフリカ音楽の生演奏を行っていた。その後、1990年に本人は一家ごとケニアに移住。晩年はアフリカで飢餓に苦しんでいる子供たちを救う「フューチャーキッズ・プロジェクト」を発足させ活動していたが、2002年2月10日に現地で脳出血で亡くなった。日本とケニアで追悼のあと、本人の遺言で遺骨の一部はケニアの地に散骨され、残りは東京の墓地に埋葬された。

## 参加アルバム
※主としてカウントバッファローズ関連
- GET UP!
- ELECTRUM
- バック・トゥー・リズム
- バキシンバ
- ウガンダ / アフリカンロックの夜明け
- 組曲アフリカの印象「ウガンダ」
- アフリカン・ロック
- アフリカン・ロック・パーティー
- EMERGENCY
- EMERGENCY 2
- OKINAWA
- フィリップ・マーロウ / 君がいないと
- ドラミング・ビート（ジョージ川口と競演）
- R&Bドラム天国（ジミー竹内と競演）
- ドラム八木節
- ドラム・クリスマスドラム
- ドラム・スクリーンドラム
- ドラム・プレスリードラム
- ドラム・運命ドラム
- JAM TRIP超時空要塞マクロス
- JAM TRIPルパン三世
- とりさんと歌おう「ワンツー・どん」
- ワンツー・どん（ビクター音楽産業・SKX-1031）
- ワンツー・どん　地球はメリーゴーランド
- ワンツー・どんのなかまたち
- ワンツー・どん（キングレコード・K20G-7342）
- タモリ（ドラム担当）
- タモリ2（ドラム担当）
- 初恋 伊藤咲子 ライブ・オン・ステージ
- エキセントリック・サウンド・オブ・スパイダーマン
- 海のトリトン テーマ音楽集
- マーチ組曲 恐竜戦隊コセイドン

## 親族
- 兄 - 石川哮（いしかわたける）（熊本大学医学部名誉教授・日本アレルギー学会理事長）
- 長男 - 石川和博（報道・取材コーディネーター、フューチャーキッズ・プロジェクト代表。ケニア・ナイロビ在住）。